# Isachne angolensis
Isachne angolensis är en gräsart som beskrevs av Alfred Barton Rendle. Isachne angolensis ingår i släktet Isachne och familjen gräs. Inga underarter finns listade i Catalogue of Life.